# Bilaterals
Els bilaterals (Bilateria) són un grup d'animals caracteritzats per tenir simetria bilateral. En alguns dels casos aquesta simetria s'ha perdut per la fixació al substrat (equinoderms) tot i que és conservada en les fases larvàries.
En el seu desenvolupament embrionari primerenc es diferencien tres fulles embrionàries: l'ectoderma, l'endoderma i la mesoderma. i reben per això el nom de triblàstics, concepte que s'oposa al de diblàstics, que només tenen dos fulls embrionaris (ectoderma i endoderma).
A gener del 2020, el bilateral més antic conegut és Ikaria wariootia, de l'Ediacarià d'Austràlia.

## Filogènesi
Els bilaterals formen un clade, és a dir, tots provenen d'un avantpassat comú.
La sistemàtica tradicional dels bilaterals es basa en el destí embrionari del blastòpor (boca embrionària); amb aquesta base, es diferencien dos grans llinatges:
- Protòstoms: el blastòpor origina la boca de l'adult, i l'anus és de neoformació.
- Deuteròstoms: el blastòpor origina l'anus de l'adult, i la boca és de neoformació.

### Cladograma
Aquesta és la filogènesi d'acord amb les anàlisis genètiques:
|  | Spiralia  |
|  |           |
|  | Ecdysozoa |
|  |           |

|  | Ambulacraria |
|  |              |
|  | Chordata     |
|  |              |

|  | Spiralia  |
|  |           |
|  | Ecdysozoa |
|  |           |

|  | Ambulacraria |
|  |              |
|  | Chordata     |
|  |              |

|  | Spiralia  |
|  |           |
|  | Ecdysozoa |
|  |           |

|  | Ambulacraria |
|  |              |
|  | Chordata     |
|  |              |

|  | Spiralia  |
|  |           |
|  | Ecdysozoa |
|  |           |

|  | Ambulacraria |
|  |              |
|  | Chordata     |
|  |              |

## Classificació
- Embrancament Xenacoelomorpha
- Clade Nephrozoa
  - Superembrancament Deuterostomia
    - Embrancament Chordata
    - Clade Ambulacraria
      - Embrancament Echinodermata
      - Embrancament Hemichordata

    - Embrancament Vetulicolia †

  - Clade Protostomia
    - Superembrancament Ecdysozoa
      - Clade Cycloneuralia
        - Clade Nematoida
          - Embrancament Nematoda
          - Embrancament Nematomorpha

        - Clade Scalidophora
          - Embrancament Kinorhyncha
          - Embrancament Loricifera
          - Embrancament Priapulida

      - Clade Panarthropoda
        - Embrancament Arthropoda
        - Embrancament Lobopodia †
        - Embrancament Onychophora
        - Embrancament Tardigrada

  - Superembrancament Spiralia
    - Clade Lophotrochozoa
      - Embrancament Annelida
      - Embrancament Brachiopoda
      - Embrancament Bryozoa
      - Embrancament Entoprocta
      - Embrancament Hyolitha †
      - Embrancament Mollusca
      - Embrancament Nemertea
      - Embrancament Phoronida
      - Embrancament Cycliophora
      - Embrancament Sipuncula

    - Clade Platyzoa
      - Embrancament Gastrotricha
      - Embrancament Platyhelminthes

    - Clade Gnathifera
      - Embrancament Chaetognatha
      - Embrancament Acanthocephala
      - Embrancament Gnathostomulida
      - Embrancament Micrognathozoa
      - Embrancament Rotifera